# Reimerswaal
Reimerswaal (phát âmⓘ)  là một đô thị ở tây nam Hà Lan bên Zuid-Beveland, đặt tên theo thành phố đã mất tích. Reimerswaal là một đô thị thuộc tỉnh Zeeland. Dân số năm 2023 là 23.265 người, diện tích 243,70 km² (trong đó 133,89 km² là diện tích mặt nước). Thị xã trung tâm Yerseke nổi tiếng với kinh doanh mussel và oyster. Kruiningen. Đô thị Reimerswaal được lập năm 1970 với việc sáp nhập các đô thị Krabbendijke, Kruiningen, Rilland-Bath, Waarde, và Yerseke.

## Các trung tâm dân cư
- Bath
- Hansweert
- Krabbendijke
- Kruiningen
- Oostdijk
- Rilland
- Waarde
- Yerseke

## Thành phố Reimerswaal

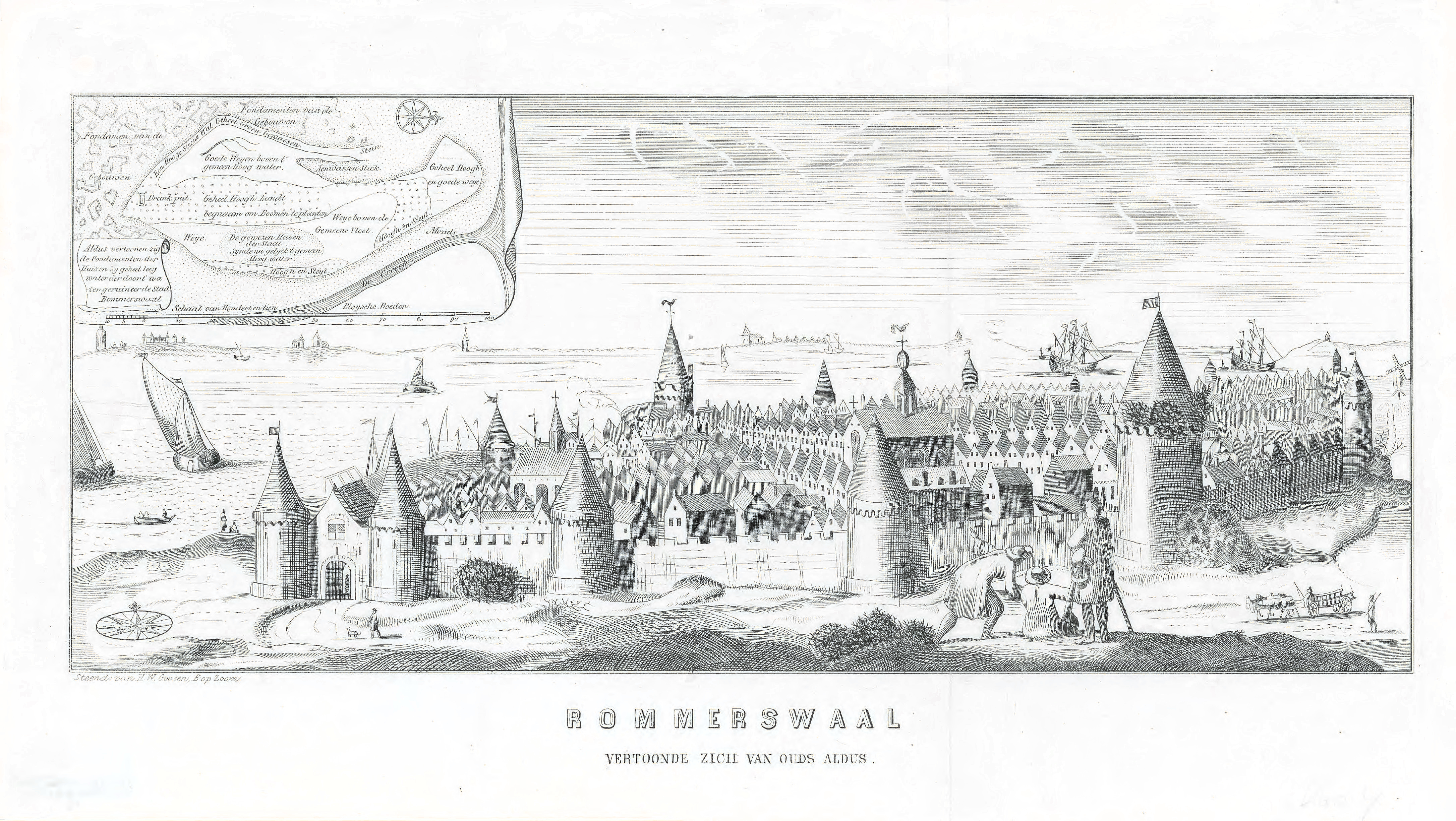
Phố cổ Reimerswaal

Đô thị này được đặt tên theo thành phố Reimerswaal (trở thành thành phố năm 1374). Thành phố này đã bị nhiều trận lụt phá hủy và cư dân thành phố phải rời bỏ thành phố này vào năm 1632.